# 12e British Academy Film Awards
De 12e British Academy Film Awards of BAFTA Awards werden uitgereikt door de British Academy of Film and Television Arts in 1959 voor de films uit 1958.

## Winnaars en genomineerden

### Beste Film
Room At The Top 
- Cabiria (Le Notti Di Cabiria)
- Cat On A Hot Tin Roof
- The Cranes Are Flying (Letyat Zhuravli)
- The Defiant Ones
- Ice Cold In Alex
- Indiscreet
- No Down Payment
- Orders To Kill
- Sea Of Sand
- The Sheepman
- The Unvanquished (Aparajito)
- Wild Strawberries (Smultronstället)
- The Young Lions

### Beste Geanimeerde Film
The Little Island 
- The Juggler Of Our Lady
- The Blackbird (Le Merle)

### Beste Britse Film
Room at the Top 
- Indiscreet
- Ice-Cold in Alex
- Sea of Sand
- Orders to Kill

### Beste Documentaire
Glass (Glas) 
- The Forerunner
- Jabulani Afrika
- LS Lowry
- Secrets Of The Reef
- Wonders Of Chicago

### Beste Buitenlandse Acteur
Sidney Poitier in The Defiant Ones 
- Paul Newman in Cat on a Hot Tin Roof
- Tony Curtis in The Defiant Ones
- Curd Jürgens in The Enemy Below
- Curd Jürgens in The Inn of the Sixth Happiness
- Spencer Tracy in The Last Hurrah
- Glenn Ford in The Sheepman
- Victor Sjostrom in Smultronstället
- Charles Laughton in Witness for the Prosecution
- Marlon Brando in The Young Lions

### Beste Buitenlandse Actrice
Simone Signoret in Room at the Top 
- Karuna Bannerjee in Aparajito
- Ingrid Bergman in The Inn of the Sixth Happiness
- Tatjana Samojlova in The Cranes Are Flying
- Joanne Woodward in No Down Payment
- Giulietta Masina in Le Notti di Cabiria
- Anna Magnani in Wild Is the Wind

### Beste Britse Acteur
Trevor Howard in The Key 
- I.S. Johar in Harry Black
- Anthony Quayle in Ice-Cold in Alex
- Laurence Harvey in Room at the Top
- Donald Wolfit in Room at the Top
- Michael Craig in Sea of Sand
- Terry-Thomas in tom thumb

### Beste Britse Actrice
Irene Worth in Orders to Kill 
- Virginia McKenna in Carve Her Name with Pride
- Hermione Baddeley in Room at the Top
- Elizabeth Taylor in Cat on a Hot Tin Roof

### Meest Veelbelovende Nieuwkomer
Paul Massie in Orders To Kill 
- Red Buttons in Sayonara
- Teresa Izewska in  Canal (Kanał)
- Mary Peach in  Room At The Top
- Ronald Radd in Camp On Blood Island
- Maggie Smith in Nowhere To Go
- Gwen Vernon in What Lola Wants

### Beste Britse Scenario
Paul Dehn voor Orders to Kill 

### VNAward
The Defiant Ones 
- People Like Maria
- The Unknown Soldier (Tuntematon Sotilas)

### Special Award
The Children's Film Foundation 